# بيلي لوكاس
بيلي لوكاس (بالإنجليزية: Billy Lucas)‏ (15 يناير 1918 بنيوبورت في المملكة المتحدة - 1 يناير 1998 بويلز في المملكة المتحدة) هو مدرب كرة قدم ولاعب كرة قدم بريطاني (وحمل سابقاً جنسية المملكة المتحدة لبريطانيا العظمى وأيرلندا) في مركز نصف الجناح. شارك مع منتخب ويلز لكرة القدم. أما مع النوادي، فقد لعب مع سوانزي سيتي وسويندون تاون ونيوبورت كونتي ووولفرهامبتون واندررز.

## وصلات خارجية
- بيلي لوكاس على موقع قاعدة بيانات كرة القدم.إي يو (الإنجليزية)